# Tese da mente estendida
Em filosofia da mente, a tese da mente estendida defende que a mente não reside exclusivamente no cérebro ou mesmo no corpo, mas se estende ao mundo físico. Ela propõe que alguns objetos no ambiente externo podem fazer parte de um processo cognitivo e, dessa forma, funcionar como extensões da própria mente.
A tese foi proposta por Andy Clark e David Chalmers no artigo "The Extended Mind" (1998). Eles descrevem a ideia como "externalismo ativo, baseado no papel ativo do ambiente na condução dos processos cognitivos". O principal critério listado por Clark e Chalmers para classificar o uso de objetos externos durante tarefas cognitivas como parte de um sistema cognitivo estendido é que os objetos externos devem funcionar com o mesmo propósito que os processos internos.